# Joinville EC
Joinville Esporte Clube – brazylijski klub piłkarski z siedzibą w mieście Joinville, leżącym w stanie Santa Catarina.

## Osiągnięcia
- Mistrz stanu Santa Catarina (Campeonato Catarinense) (12): 1976, 1978, 1979, 1980, 1981, 1982, 1983, 1984, 1985, 1987, 2000, 2001
- Puchar stanu Santa Catarina (Copa Santa Catarina): 2009.
- Recopa Sul-Brasileira: 2009
- Mistrz drugiej ligi brazylijskiej (Campeonato Brasileiro Série B): 2014
- Mistrz trzeciej ligi brazylijskiej (Campeonato Brasileiro Série C): 2011

## Historia
Klub Joinville powstał 29 stycznia 1976. Najlepszym okresem w historii klubu były lata 80., kiedy to Joinville osiem razy z rzędu zdobył mistrzostwo stanowe.
Najwyższe w swojej historii zwycięstwo Joinville odniósł 31 października 1976 na Estádio Municipal de Tangará, pokonując 11:1 klub Ipiranga Tangará.